# 雅各布·切巴舍克
雅各布·切巴舍克（1991年4月28日—），斯洛文尼亚男子篮球运动员。他曾代表斯洛文尼亚国家队参加2020年夏季奥林匹克运动会篮球比赛，获得第四名。